# Bilkis Dadi
 
Bilkis Dadi (tradução literal: "Avó Bilkis") (em hindi: बिल्किस दादी e em urdu: بلقیس دادی) é uma ativista indiana que esteve na vanguarda dos protestos contra a Lei de Cidadania (Emenda) de 2019 (CAA) aprovada pelo governo central da Índia.   Ela recebeu cobertura nacional e internacional durante o protesto em Shaheen Bagh, em Delhi. Por seu papel no protesto de Shaheen Bagh, ela ficou conhecida como uma das 'Dadis de Shaheen Bagh' (tradução: Avós de Shaheen Bagh) e passou a ser listada na lista Time 100 e na 100 mulheres (BBC) in 2020. Ela foi nomeada "Mulher do Ano" nos <i id="mwHw">500 Muçulmanos Mais Influentes do Mundo</i> em 2020.

## Vida
Bilkis nasceu em 1º de janeiro de 1938  em uma vila no distrito de Hapur em Uttar Pradesh, na Índia.  Ela não recebeu nenhuma educação formal e cresceu lendo o Alcorão Sharif.  <i id="mwLA">Vice</i> resume sua vida: "Ela passou a vida criando seus seis filhos, cultivando e criando gado".  Seu marido morreu quando ela tinha 70 anos. Ela mora em Shaheen Bagh, Delhi, com suas noras e netos. 

## Carreira de ativista
Bilkis sentou-se com dois de seus amigos, Asma Khatoon (90) e Sarwari (75),  e centenas de muçulmanos sob uma tenda em Shaheen Bagh, bloqueando uma importante rodovia em Delhi, por mais de três meses.    Bilkis e suas duas amigas passaram a ser conhecidas como as Dadis de Shaheen Bagh (tradução: Avós de Shaheen Bagh).  A outra mulher da família de Bilkis também se revezou para participar do protesto.  A própria Bilkis não perdeu um dia de protesto. No inverno de Delhi, ela sentava no local do protesto desde as 8 da manhã todos os dias. Ela também falou nos microfones abertos no local do protesto.  O protesto começou em resposta à violência policial na Universidade Jamia Milia, localizada perto de Shaheen Bagh - "Continuamos nossa manifestação mesmo quando chovia ou o mercúrio caía ou a temperatura subia. Estávamos sentadas desde que nossos filhos foram espancados em Jamia. Tiros foram disparados na nossa frente, mas nada nos dissuadiu". 
Em uma entrevista publicada no Livemint ela disse que ela está lutando pela ideia de uma Índia plural com a qual ela e seu falecido marido cresceram, "apesar de todas as probabilidades. Eles aprovaram o veredicto de Babri Masjid, lei talaq tripla, desmonetização, não dissemos nada, mas não vamos aceitar essa divisão."  Durante o protesto dos fazendeiros indianos de 2020–2021, Bilkis Bano tentou se juntar aos protestos, mas foi escoltada pela polícia.  Ela expressou solidariedade aos agricultores em um evento no Press Club of India.  Muitos meios de comunicação, incluindo OpIndia e Zee News, a criticaram, chamando-a de disfarce para elementos radicais e separatistas e uma "simpatizante das forças anti-Índia". 

## Reconhecimento
Em 23 de setembro de 2020, ela foi incluída na lista Time 100 da revista Time das 100 pessoas mais influentes de 2020 na categoria de ícones. Em seu perfil, a jornalista e autora Rana Ayyub a descreveu como 'a voz dos marginalizados'.  Em novembro de 2020, a BBC listou Bilkis Dadi na lista das 100 mulheres inspiradoras e influentes de todo o mundo para 2020. A BBC a cita dizendo: "As mulheres devem se sentir empoderadas para sair de suas casas e levantar a voz, especialmente contra a injustiça. Se não saírem de casa, como mostrarão sua força?"  Bilkis dividiu o Prêmio Quaid Millat de Honestidade na Política/Vida Pública 2020 com Karwan-e-Mohabbat .  Ela foi destaque na edição de 2021 de <i id="mwZw">The Muslim 500: The World's 500 Most Influential Muslims</i>, que a nomeou "Mulher do Ano". A longa explicação da página diz: "Iniciando um protesto simples de Gandhi em uma estrada em sua localidade de Shaheen Bagh em Delhi, ela conseguiu chamar a atenção do mundo para a última placa de sinalização no slide da Índia . . . ."  Gal Gadot chamou Bilkis de uma de suas "mulheres maravilhas pessoais", comentando "a ativista de 82 anos que luta pela igualdade das mulheres na Índia me mostrou que nunca é tarde para lutar pelo que você acredita". 